# Copa Internacional de Fútbol australiano

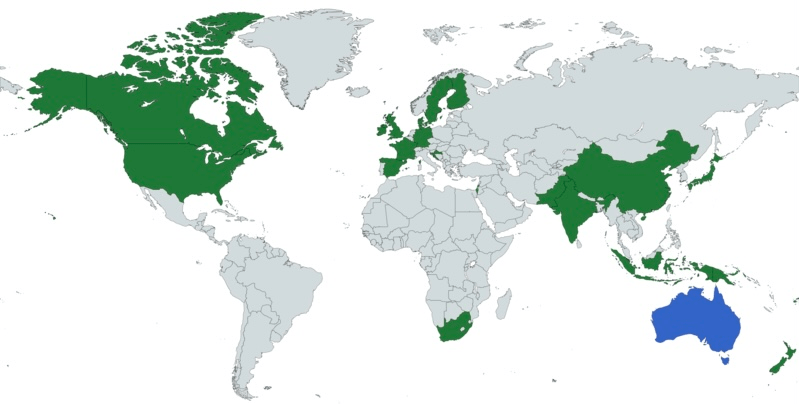
Un mapa de las naciones competidoras en verde y el país anfitrión (Australia) en azul.

La Copa Internacional de Fútbol Australiano (también conocida como AFL International Cup) es un evento deportivo internacional del Fútbol Australiano. Es coordinado actualmente por la Liga de Fútbol Australiano, y se juega cada 3 años, desde el 2002.
El torneo es el evento más importante del fútbol basado en reglas australianas y solo está abierto una competición mundial para adultos; aunque se realiza en  Australia, el hogar y la nación más fuerte a nivel mundial, no participa en los torneos ya que dominaría ampliamente la competencia.
El torneo inaugural fue en 2002 dirigido por el Concilio Internacional de Fútbol Australiano (IAFC)  bajo el auspicio de la Liga de Fútbol Australiano, el cual asume el control total del torneo con la liquidación del IAFC.
La Copa estaba originalmente establecida para participantes masculinos, pero en 2011 una competición femenina fue establecida. Después de algunas sugerencias para que el torneo funcionaría cada 4 años, la AFL mantuvo el ciclo de 3 años.
Australia no está representada en el torneo masculino; debido a que es el único país donde el deporte se juega profesionalmente, y la diferencia actualmente es demasiado grande entre un equipo nacional australiano y su competidor más cercano. Como tal, el torneo se orienta hacia el desarrollo de este deporte fuera de Australia, y los expatriados australianos no pueden competir, con la excepción de la selección femenina, donde sólo indígenas y australianas multiculturales pueden entrar.
En 2017 se realizaron esfuerzos para ayudar a elevar el perfil del evento a través de la difusión de la Copa Internacional en SBS, una organización dedicada al entretenimiento multicultural y el multilenguaje.

## Historia

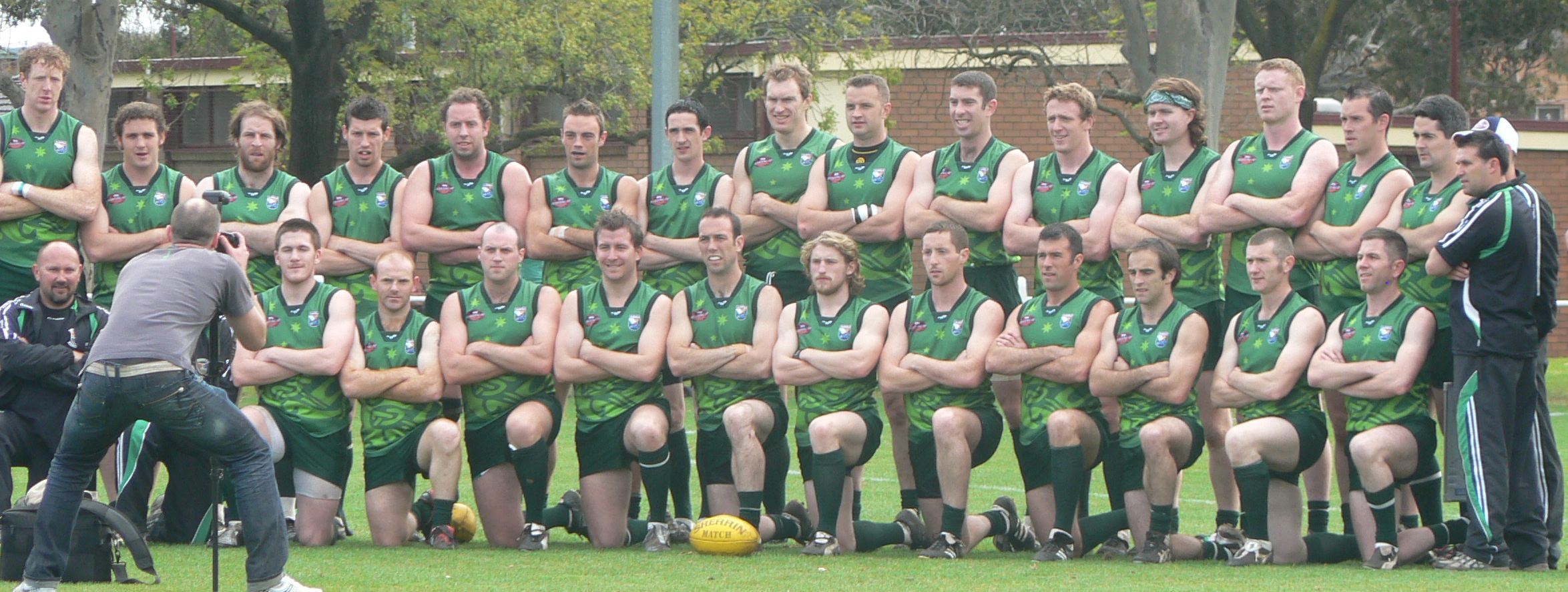
Irlanda, ganadora del torneo en 2002 y 2011.

Cuando se formó el Consejo Internacional de fútbol australiano (IAFC) en 1995, uno de sus objetivos era establecer y promover una Copa Mundial de fútbol australiano. En el momento se pensaba que 2008 sería un fecha adecuada, debido al 150.º aniversario del juego.
Sin embargo, en 1999 una propuesta fue recibida de la Liga de Fútbol Australiano de Nueva Zelanda (NZAFL), sugiriendo que la Copa del Mundo se adelantara al 2002. Esto fue aceptado por el Consejo y, en siguientes visitas a muchos países, el encargado de relaciones públicas de la IAFC, Brian Clarke, elaboró una discusión en papel y el proyecto de Reglamento para la circulación a los órganos nacionales.
Se hizo un enfoque a la AFL, pidiendo su apoyo en el evento. La AFL estuvo de acuerdo con la base de que el acontecimiento fuera renombrado "Copa Internacional". Fue nombrado un Comité Organizador, presidido por Ed Biggs e incluyendo a representantes de la AFL y la IAFC.
La competencia inaugural se llevó a cabo entre el 14 de agosto y el 23 de agosto de 2002 (en colaboración con el Consejo australiano de fútbol internacional), con 11 países participantes: Canadá, Dinamarca, Irlanda, Japón, Nauru, Nueva Zelanda, Papúa Nueva Guinea, Samoa, Sudáfrica, Reino Unido y Estados Unidos. Irlanda derrotó a Papúa Nueva Guinea en la final.
La segunda Copa se celebró entre el 3 de agosto y el 13 de agosto de 2005 en Australia. Canadá, Irlanda, Japón, Nueva Zelanda, Papúa Nueva Guinea, Samoa, Sudáfrica, España, Reino Unido y Estados Unidos compitieron. Dinamarca y Nauru compitieron en 2002 pero se retiraron del torneo de 2005 por razones financieras. Papúa Nueva Guinea quedó otra vez segundo, esta vez derrotada por Nueva Zelanda por 7.8 (50) a 5.2 (32).
La tercera Copa se celebró entre agosto y septiembre de 2008. Dieciséis naciones compitieron; todos los equipos de la competición de 2002 regresaron, y se unieron la debutante China, India, Suecia, Finlandia y el Equipo de Paz de Peres (Israel-Palestina). Tonga compitió como un equipo juvenil, pero como no fueron capaces de comprometerse con el sorteo completo jugaron una serie de partidos contra equipos de Asia y África, conformados por integrantes de las comunidades inmigrantes de Melbourne.
El cuarto torneo se celebró en Melbourne y Sídney en agosto de 2011 con 18 países compitiendo, así como cinco equipos de mujeres.

## Resultados
| Año           | Sede                   |                    | Final                | Final              | Final          |                      | Tercer lugar        | Tercer lugar   | Tercer lugar |  | Número de equipos |
| Año           | Sede                   | Ganador            | Marcador             | Segundo            | 3.er lugar     | Marcador             | 4.º lugar           |                |              |  | Número de equipos |
| 2002 Detalles | Melbourne              | Irlanda            | 7.9 (51) - 2.7 (19)  | Papúa Nueva Guinea | Nueva Zelanda  | 3.7 (25) - 2.4 (16)  | Dinamarca           | 11             |              |  |                   |
| 2005 Detalles | Melbourne, Wangaratta  | Nueva Zelanda      | 7.8 (50) - 5.2 (32)  | Papúa Nueva Guinea | Estados Unidos | 10.5 (65) - 4.6 (30) | Irlanda             | 10             |              |  |                   |
| 2008 Detalles | Melbourne, Warrnambool | Papúa Nueva Guinea | 7.12 (54) - 7.4 (46) | Nueva Zelanda      | Sudáfrica      | 4.9 (33) - 5.2 (32)  | Irlanda             | 16             |              |  |                   |
| 2011 Detalles | Melbourne, Sídney      | Irlanda            | 8.5 (53) - 5.5 (35)  | Papúa Nueva Guinea | Nueva Zelanda  | 12.4 (76) - 6.5 (41) | Estados Unidos      | 18             |              |  |                   |
| 2014 Detalles | Melbourne              | Papúa Nueva Guinea | 6.9 (45) - 6.6 (42)  | Irlanda            | Nueva Zelanda  | 6.8 (44) - 6.7 (43)  | Sudáfrica           | 18             |              |  |                   |
| 2017 Detalles | Melbourne              | Papúa Nueva Guinea | 4.5 (29) - 4.4 (28)  | Nueva Zelanda      |                | Irlanda              | 7.6 (48) - 2.4 (16) | Estados Unidos | 18           |  |                   |

## Equipos, apodos, y lugares
| País               | Apodo                | 2002 (11) | 2005 (10) | 2008 (16) | 2011 (18) | 2014 | 2017 |
| ------------------ | -------------------- | --------- | --------- | --------- | --------- | ---- | ---- |
| Canadá             | Northwind            | 9°        | 7°        | 6th       | 10th      | 5th  |      |
| China              | Red Demons           | -         | -         | 15th      | 17th      | 16th |      |
| Croacia            | Knights              | -         | -         | -         | -         | -    | 11°  |
| Dinamarca          | Vikings              | 4°        | -         | 11th      | 8th       | -    |      |
| España             | Bulls                | -         | 10°       | -         | -         | -    |      |
| Estados Unidos     | Revolution           | 5°        | 3°        | 7th       | 4th       | 8th  |      |
| Fiyi               | Tribe                | -         | -         | -         | 13th      | 10th |      |
| Finlandia          | Icebreakers          | -         | -         | 14th      | -         | 15th |      |
| Francia            | Coqs                 | -         | -         | -         | 14th      | 11th |      |
| India              | Tigers               | -         | -         | 16th      | 16th      | 18th |      |
| Indonesia          | Garudas              | -         | -         | -         | -         | 17th |      |
| Irlanda            | Warriors             | 1°        | 4°        | 4th       | 1st       | 2nd  |      |
| Israel Palestina   | Peres Team for Peace | -         | -         | 13th      | 15th      | -    |      |
| Japón              | Samurais             | 10°       | 9°        | 8th       | 12th      | 14th |      |
| Nauru              | Chiefs               | 8°        | -         | 5th       | 6th       | 7th  |      |
| Nueva Zelanda      | Falcons              | 3°        | 1°        | 2nd       | 3rd       | 3rd  |      |
| Pakistán           | Shaheens             | -         | -         | -         | -         | 12th |      |
| Papúa Nueva Guinea | Mosquitos            | 2°        | 2°        | 1st       | 2nd       | 1st  |      |
| Reino Unido        | Bulldogs             | 6°        | 6°        | 9th       | 7th       | 9th  |      |
| Samoa              | Kangaroos            | 7°        | 5°        | 10th      | -         | -    |      |
| Sri Lanka          | Lions                | -         | -         | -         | -         | -    | 15°  |
| Sudáfrica          | Lions                | 11°       | 8°        | 3rd       | 5th       | 4th  |      |
| Suecia             | Elks                 | -         | -         | 12th      | 11th      | 13th |      |
| Timor Oriental     | Crocs                | -         | -         | -         | 18th      | -    |      |
| Tonga              | Tigers               | -         | -         | -         | 9th       | 6th  |      |

## Estadísticas y clasificaciones generales del torneo
| Pos. | País               | PP | PG | %G     | PP | %P     | PE | %E | GF   | GC   | Pts |
| ---- | ------------------ | -- | -- | ------ | -- | ------ | -- | -- | ---- | ---- | --- |
| 1    | Nueva Zelanda      | 33 | 28 | 84.85% | 5  | 15.15% | 0  | 0% | 2536 | 711  | 112 |
| 2    | Papúa Nueva Guinea | 32 | 27 | 84.38% | 5  | 15.63% | 0  | 0% | 2404 | 852  | 108 |
| 3    | Croacia            | 5  | 4  | 80%    | 1  | 20%    | 0  | 0% | 334  | 72   | 16  |
| 4    | Irlanda            | 33 | 26 | 78.79% | 7  | 21.21% | 0  | 0% | 1840 | 810  | 100 |
| 5    | Estados Unidos     | 33 | 21 | 63.64% | 12 | 36.36% | 0  | 0% | 2010 | 1050 | 84  |
| 6    | Nauru              | 26 | 16 | 61.54% | 10 | 38.46% | 0  | 0% | 1671 | 1056 | 64  |
| 7    | Alemania           | 5  | 3  | 60%    | 2  | 40%    | 0  | 0% | 230  | 143  | 12  |
| 8    | Tonga              | 11 | 6  | 54.55% | 5  | 45.45% | 0  | 0% | 697  | 450  | 24  |
| 9    | Samoa              | 17 | 9  | 52.94% | 8  | 47.06% | 0  | 0% | 783  | 652  | 36  |
| 10   | Sudáfrica          | 32 | 16 | 50%    | 16 | 50%    | 0  | 0% | 1372 | 1503 | 64  |
| 11   | Canadá             | 33 | 15 | 45.45% | 18 | 54.55% | 0  | 0% | 1332 | 1043 | 60  |
| 12   | Fiyi               | 16 | 7  | 43.75% | 9  | 56.25% | 0  | 0% | 899  | 538  | 28  |
| 13   | Dinamarca          | 16 | 7  | 43.75% | 9  | 56.25% | 0  | 0% | 699  | 728  | 28  |
| 14   | Reino Unido        | 32 | 14 | 43.75% | 18 | 56.25% | 0  | 0% | 1219 | 1334 | 56  |
| 15   | Sri Lanka          | 5  | 2  | 40%    | 3  | 60%    | 0  | 0% | 153  | 227  | 8   |
| 16   | China              | 21 | 8  | 38.1%  | 13 | 61.9%  | 0  | 0% | 490  | 1488 | 32  |
| 17   | Suecia             | 16 | 6  | 37.5%  | 10 | 62.5%  | 0  | 0% | 448  | 1086 | 24  |
| 18   | Israel Palestina   | 11 | 4  | 36.36% | 7  | 63.64% | 0  | 0% | 344  | 744  | 16  |
| 19   | Japón              | 32 | 11 | 34.38% | 21 | 65.63% | 0  | 0% | 1001 | 1806 | 44  |
| 20   | Francia            | 16 | 5  | 31.25% | 11 | 68.75% | 0  | 0% | 589  | 962  | 20  |
| 21   | Pakistán           | 10 | 3  | 30%    | 7  | 70%    | 0  | 0% | 259  | 651  | 12  |
| 22   | Indonesia          | 10 | 3  | 30%    | 7  | 70%    | 0  | 0% | 274  | 854  | 12  |
| 23   | Finlandia          | 10 | 2  | 20%    | 8  | 80%    | 0  | 0% | 148  | 786  | 8   |
| 24   | India              | 21 | 1  | 4.76%  | 20 | 95.24% | 0  | 0% | 279  | 1831 | 4   |
| 25   | España             | 5  | 0  | 0%     | 5  | 100%   | 0  | 0% | 107  | 529  | 0   |
| 26   | Timor Oriental     | 6  | 0  | 0%     | 6  | 100%   | 0  | 0% | 58   | 391  | 0   |

### Ranking general
| Pos. | Equipo             | Medalla de oro | Medalla de plata     | Medalla de bronce    | 4.º            |
| ---- | ------------------ | -------------- | -------------------- | -------------------- | -------------- |
| 1st  | Papúa Nueva Guinea | 2 (2008, 2014) | 3 (2002, 2005, 2011) |                      |                |
| 2nd  | Irlanda            | 2 (2002, 2011) | 1 (2014)             |                      | 2 (2005, 2008) |
| 3rd  | Nueva Zelanda      | 1 (2005)       | 1 (2008)             | 3 (2002, 2011, 2014) |                |
| 4th  | Estados Unidos     |                |                      | 1 (2005)             | 1 (2011)       |
| 4th  | Sudáfrica          |                |                      | 1 (2008)             | 1 (2014)       |
| 6th  | Dinamarca          |                |                      |                      | 1 (2002)       |

### En inglés
- Sitio web oficial de la Copa Internacional de la AFL
- New Zealand's Haka versus Samoan's Siva Tau - Wangaratta - International Cup 2005, en Google Videos.
- Samoan Siva Tau - International Cup 2005, en Google Videos.
- Papua New Guinea War Dance - International Cup 2005, en YouTube.
- South Africa and Canada post match song, en Google Videos.

- Datos: Q781418
- Multimedia: Australian Football International Cup / Q781418